# Bolon

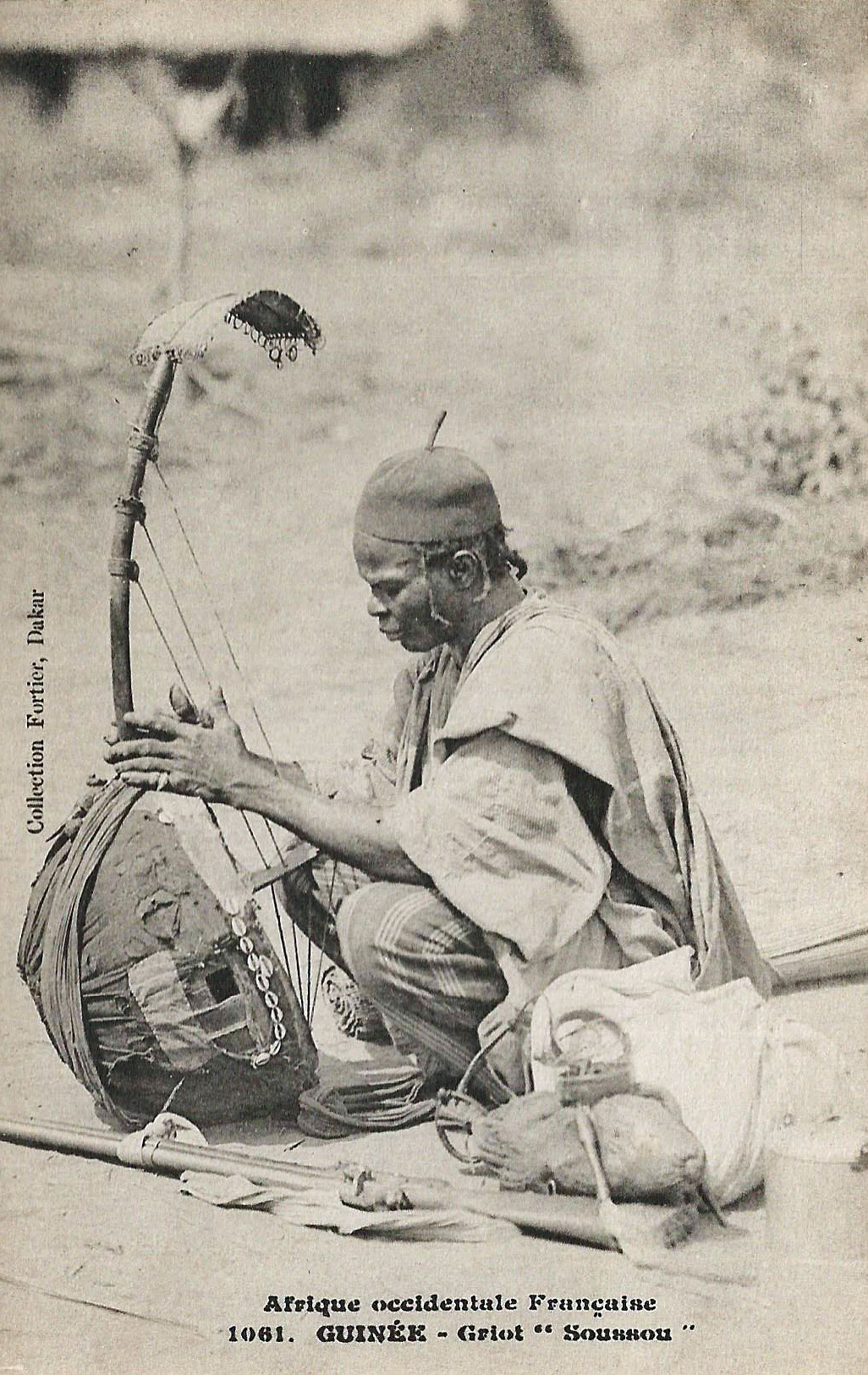
Ein Griot der Susu aus Guinea mit einer dreisaitigen bolon. Am oberen Ende ein Rasselblech nyenyemo. Um 1905

Bolon (Bambara in N’Ko-Schrift ߓߐ߬ߟߐ߲), auch bolon bata, bolombata, bolombato, bulumbata, ist eine Stegharfe oder Harfenlaute mit drei oder vier Saiten in Westafrika, die unter anderem von den Mandinka in Gambia, Guinea und Mali, ferner von den Fulbe, den Senufo in Mali und der Elfenbeinküste sowie von den Susu und Kissi in Guinea und Sierra Leone gespielt wird. Von anderen westafrikanischen Harfen mit einem Kalebassen-Resonanzkörper und einer gebogenen Halsstange wie der 21-saitigen kora und der siebensaitigen simbi unterscheidet sich die bolon durch eine Rasselplatte aus Blech am oberen Ende des Saitenträgers. Wegen ihrer einfachen Konstruktion wird die bolon an den mutmaßlich entwicklungsgeschichtlichen Anfang der Stegharfen gestellt.
Die Stegharfen haben unterschiedliche traditionelle Verwendungsbereiche. Die bolon gehört zu den „Kriegerharfen“, die von „Jägerharfen“ und den Begleitinstrumenten der Griots abgegrenzt werden. Saiten und Korpus wurden in vorkolonialer Zeit für die Krieger im Umfeld des Herrschers rhythmisch geschlagen, heute begleitet das Bassinstrument hauptsächlich Tanzaufführungen und Lieder.

## Herkunft und Verbreitung

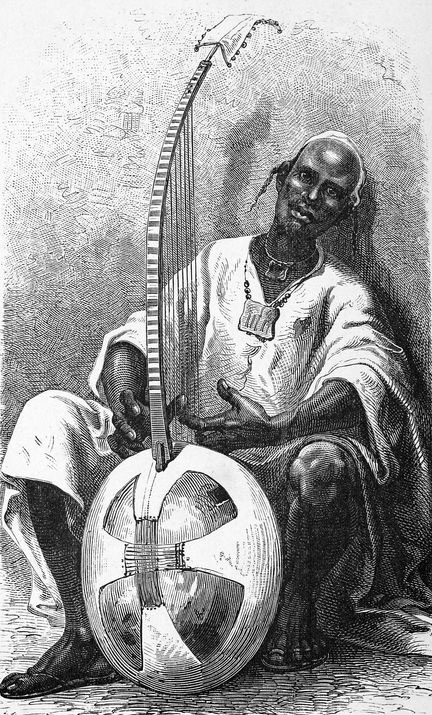
Ein donso jeli („Griot der Jäger“) spielt eine simbi (simbingo) mit vermutlich acht Saiten in der Region Kayes im Südwesten von Mali, 1868

Harfen sind als Saiteninstrumente klassifiziert, bei denen die Saitenebene senkrecht zur Decke des Resonanzkörpers verläuft, und Bogenharfen sind die ursprünglichste Form dieser Instrumentenklasse, deren aus dem schalenförmigen Resonanzkörper herausragende Halsstange mit diesem eine durchgängig gekrümmte Linie bildet. Zwar wird die bolon verschiedentlich, manchmal auch in der Fachliteratur als „Bogenharfe“ bezeichnet, dies ist jedoch wegen der völlig anderen Position der unteren Saitenbefestigung bei der nur in Westafrika vorkommenden Gruppe der Stegharfen unzutreffend. Die Saiten sind bei Harfen generell an einer Saitenhalterleiste befestigt, die unter der Decke parallel zu den Längsseiten des Resonanzkörpers angebracht ist. Bei den Stegharfen hingegen führen die Saiten vom oberen Bereich der Halsstange über einen senkrecht auf der Decke aufgestellten Steg bis zu einem Befestigungspunkt am unteren Korpusrand. Senkrechter Steg oder parallele Leiste ist das wesentliche Unterscheidungskriterium zwischen westafrikanischen Stegharfen und den übrigen afrikanischen Harfen. Die Gemeinsamkeit zwischen beiden Harfentypen ist die senkrechte Anordnung der Saitenebene zur Decke im Unterschied zu Lauten, deren Saitenebene parallel über die Decke hinweg verläuft. Wegen des wie bei Lauten senkrecht aufgestellten Stegs ist auch die Klassifizierung als „Harfenlaute“ üblich.
Da die Saiten hinter dem Steg an der durch den Resonanzkörper gesteckten und unten ein wenig herausragenden Halsstange befestigt sind, stehen die Stegharfen in dieser Hinsicht mit den im islamischen Nordafrika verbreiteten Spießlauten wie der ribab in Marokko und der goge in Nordnigeria in Beziehung. Die grundsätzliche Unterscheidung zwischen Stegharfen und Harfen stellt bereits Bernhard Ankermann (1901) deutlich heraus, indem er zwischen seiner dritten Gruppe der Saiteninstrumente (Spießlauten und Halslauten) und seiner fünften Gruppe (Bogenharfen) eine vierte – namenlose – Gruppe für die Stegharfen klassifiziert. Erst mit der Hornbostel-Sachs-Systematik von 1914 wurde der Begriff „Harfenlauten“ (323) als Gattungsname eingeführt und später von Klaus Wachsmann und anderen Musikethnologen übernommen. Roderic Knight (1971) wendet sich gegen die Benennung „Harfenlaute“ (englisch harp-lute), weil er der für eine Harfe typischen Spieltechnik mehr Bedeutung zumisst als organologischen Merkmalen und deshalb den Begriff „Stegharfe“ (bridge-harp) vorschlägt. Der Musiker zupft die Saiten wie bei Harfen mit den Händen von beiden Seiten.
Ein gutes Dutzend Stegharfen sind entlang der westafrikanischen Atlantikküste von Senegal bis Benin und im Norden bis in die Sudanregion verbreitet. Abgesehen von der unterschiedlichen Konstruktion, das Verbreitungsgebiet der afrikanischen Bogenharfen überschneidet sich nicht mit dem der Stegharfen. Ein gemeinsames Vorkommen ergäbe keinen Sinn, weil beide Konstruktionen eine gleichermaßen praktikable Lösung für den Wunsch bieten, die Saitenzahl zu erhöhen. Die Mitte des 3. Jahrtausends v. Chr. im Alten Ägypten aufgetauchte Bogenharfe gelangte im 1. Jahrtausend n. Chr. den Nil aufwärts bis in seine heutigen Zentren in Ostafrika (darunter die ennanga in Uganda und die kundi im Kongo) und auf einer anderen Route bis zum Tschadsee, aber nicht nach Westen darüber hinaus. In Westafrika kommt neben den Stegharfen einzig die mauretanische Winkelharfe ardin vor.
Die bolon ist typisch für die Gruppe der Stegharfen, deren bekannteste Vertreterin die kora ist. Die Benennung als „Harfe“ erfolgte aus instrumentenkundlichen Überlegungen und wurde wohl durch den bei manchen Typen leicht gebogenen Saitenträger begünstigt, der zunächst an eine Harfe erinnert, aber die Herkunft verdeckt. Sie erlaubt auch keine Rückschlüsse auf einen gemeinsamen Ursprung der afrikanischen Bogenharfen und Stegharfen, deren Entwicklung nicht nur räumlich unabhängig verlief. Wahrscheinlich entstanden die Stegharfen aus den in derselben westafrikanischen Region verbreiteten Binnenspießlauten mit ein oder zwei Saiten, die über einen kleinen Steg parallel zur Decke verlaufen und nach alter Tradition am oberen Ende des Saitenträgers an einer Schnurschlaufe befestigt sind. Altertümliche Vertreter der Binnenspießlauten sind die xalam in Senegal und Gambia sowie die keleli im Tschad (siehe dort jeweils zur Herkunft dieses Instrumententyps). Eine Möglichkeit, um die Saitenzahl an den Spießlauten deutlich zu erhöhen, bot der senkrecht auf die Decke gestellte Steg, an dessen Seite die Saiten über in unterschiedlicher Höhe angebrachte Kerben oder durch Löcher geführt werden. So ergibt sich eine oder bei Kerben auf beiden Seiten des Stegs eine doppelte senkrechte Saitenebene. Inwiefern dieser Kerbsteg mit demselben senkrechten Steg der Kerbstegzither mvet in Kamerun in Verbindung steht, ist unklar. Die Kerbstegzither ist eine Entwicklung, um an einem geraden Musikstab mehrere Saiten unterzubringen. Während afrikanische Bogenharfen selten mehr als acht Saiten besitzen, lassen sich die Stegharfen mit wesentlich mehr Saiten ausstatten. Die bolon gehört zu den frühen einfachen Formen der Stegharfen mit bis zu sechs Saiten. Bei allen traditionellen Stegharfen bis hin zur deutlich aufwendiger konstruierten kora mit 21 Saiten blieb die von den Spießlauten übernommene obere Saitenbefestigung an Schnurschlingen erhalten. Gerhard Kubik (1989) hält wegen der Entstehungsgeschichte die Bezeichnung „Harfe“ für irreführend.

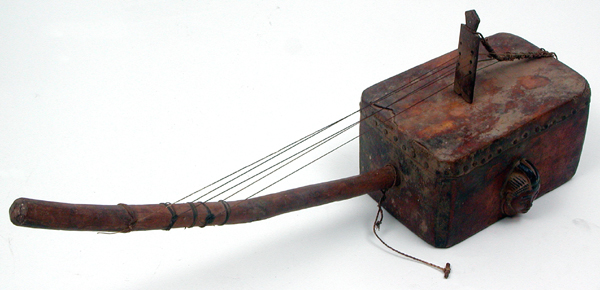
Alte sechssaitige Stegharfe seperewa mit Holzkorpus in Ghana

Der Resonanzkörper der bolon besteht wie bei der kora und den meisten Stegharfen aus einer großen runden Kalebasse. Zu diesem Typus gehört die donso ngoni (auch dunsu nguni, dounsoukoni) in der Region Wassoulou im Süden von Mali, die mit sechs Saiten in zwei Saitenebenen und einem Rasselblech am oberen Ende des geraden Saitenträgers der bolon am ähnlichsten ist. Der Name „Jäger-Laute/Harfe“ (aus Bambara donso, „Jäger“, und ngoni für eine Laute oder Stegharfe) kennzeichnet den Verwendungsbereich. Die „Jägerharfen“ in Mali, einschließlich der donso ngoni und der simbi der Malinke, gehören zu einer mutmaßlich bis in prähistorische Zeit zurückreichenden Tradition der Jägergesellschaften südlich der Sahara. Die bolon zählt zur gesonderten frühen Gruppe der „Kriegerharfen“ und beide werden von den Harfen der Griots unterschieden. Die sieben heptatonisch gestimmten Saiten der simbi sind nicht wie bei der kora in zwei parallelen Ebenen, sondern in einer Ebene angeordnet. Nahe verwandt ist die simbing(o) (auch esimbin) der Maninke, die bei den Diola furakaf heißt und fünf pentatonisch gestimmte Saiten besitzt.
Manche Stegharfen lassen sich dem magisch-mythischen Bereich zuordnen, etwa die gingiru der Dogon, die mit ihren drei Saiten, die durch in einem Dreieck angeordnete Löcher im Steg verlaufen, eher einer Schalenspießlaute entspricht. In der komplexen Kosmogonie der Dogon soll die Korpusschale das Himmelsgewölbe und die Decke die Erde darstellen, aus der als akustische Entsprechung (vier – weil für die Symbolik vier Saiten benötigt) tiefe Töne herauskommen.
Zum Instrumentarium der Kaste der Preisliedsänger (Griots, in Mande-Sprachen jali oder jeli) gehören neben der kora die konimesin in Oberguinea, die aus einem mit Haut bespannten Holzkasten, einem gebogenen Saitenträgerstab und vier Saiten besteht. Griots, die mit Jägern herumzogen, spielten früher auch die donso ngoni. Einen ebensolchen rechteckigen Korpus aus Holzbrettern mit einer Hautdecke und traditionell 6, heute auch 14 Saiten besitzt die seperewa, früher sanku, der Akan, vor allem der Aschanti in Ghana, ebenso die sechssaitige aloko in der Umgebung von Bouaké, Elfenbeinküste. In der Savanne haben Stegharfen Resonanzkörper aus einer Kalebasse und weiter südlich in den Waldgebieten aus Holz.
Die aufwendige kasso mit 22 Saiten in Gambia ist eine Variante der kora, ebenso die 15- bis 19-saitige soron (seron) der Maninka in Guinea. Demgegenüber steht die einfachste Form eines solchen Saiteninstruments: Die bolo-bogo der Senufo in der Elfenbeinküste entspricht mit ihrem leicht gebogenen Saitenträger, der in einem großen Kalebassenresonator steckt, der bolon, ist aber nur mit einer Saite bespannt und nähert sich instrumentenkundlich einem einsaitigen Musikbogen, dessen Saite von einer am Stab angelegten Kalebasse verstärkt wird.
Die vermutlich erste schriftliche Kunde von westafrikanischen Stegharfen stammt vom kapverdischen Geschichtsschreiber und Händler André Álvares de Almada, der sich 1578 mit malischen Goldverkäufern traf. Der englische Entdecker Richard Jobson, der 1620/1621 den Fluss Gambia erkundete, veröffentlichte 1623 in The Golden Trade die erste Beschreibung einer Stegharfe. Die ältesten bekannten Namen in Mande-Sprachen für Stegharfen überliefert der schottische Afrikareisende Mungo Park in seinem Reisebericht Travels in the Interior of Africa, der 1799 erschien. Darin werden koonting, „eine Art Gitarre mit drei Saiten“ (vom Typ der Binnenspießlaute xalam), korro, „eine große Harfe mit 18 Saiten“ (entsprechend der kora) und simbing, „eine kleine Harfe mit sieben Saiten“, balafou (Balafon), zwei Trommeltypen, Flöten, Musikbögen, Elfenbeintrompeten und Glocken genannt.

## Bauform

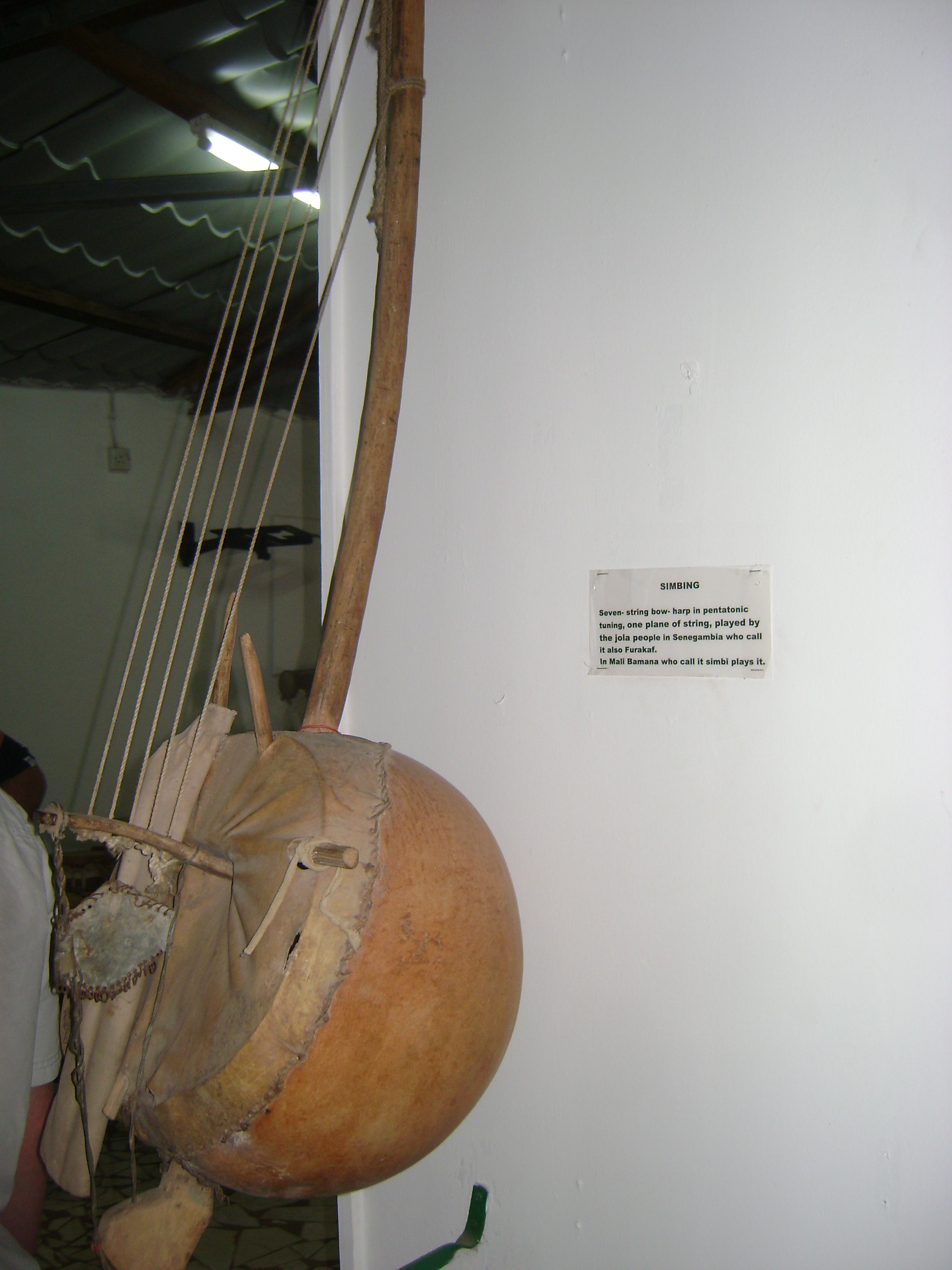
Fünfsaitige simbing der Maninke mit Rasselblech am Steg und wie bei der kora mit zwei Längsstäben und einem Querstab unter der Hautdecke

Der Resonanzkörper der bolon besteht aus einer großen, annähernd kugelförmigen Kalebasse von knapp 40 Zentimetern Durchmesser oder manchmal aus zwei Hälften, die in der Mitte zusammengenäht werden. Ein kreisförmig ausgeschnittenes Loch mit ungefähr 20 Zentimetern Durchmesser ist mit Ziegenfell als Decke überzogen. Das Ziegenfell wird in nassem Zustand mit der Haarseite nach außen auf die Öffnung bis etwas über die Mitte der Kalebasse hinaus gelegt und mit Hautstreifen oder einer Schnur im Zickzack oder parallel gegen deren Unterseite verspannt. Diese Membranbefestigung ist ansonsten bei Kesseltrommeln und Bechertrommeln wie der djembé üblich, während die Hautdecke bei den meisten anderen Stegharfen mit Kalebassenresonator aufgenagelt wird. Seitlich ist ein kleineres rechteckiges oder rundes Schallloch angebracht. Der Saitenträger besteht aus einem Holzstab, der quer durch die Kalebasse gesteckt wird und am unteren Ende einige Zentimeter herausragt, weshalb auch die Klassifizierung als „Spießharfe“ (englisch spike harp) verwendet wird. Seine stärker als bei anderen Stegharfen gekrümmte Form soll für die Musiker an einen Jagdbogen erinnern und außenstehende Betrachter assoziieren mit einem gekrümmten Stab die Nähe zu einem Mundbogen. Die schlichte Konstruktion der bolon erweckt auch den Eindruck, als sei sie als erste Stegharfe aus der Verbindung von einer Kalebassentrommel (vgl. Wassertrommel) mit einem Jagdbogen entstanden.
Drei oder vier Saiten aus gedrehten Ziegenhautstreifen werden durch Löcher im Steg gezogen und dort verknotet. Der Lochsteg ist in diesem Fall zugleich der untere Saitenhalter. Die Saiten der bolon sind anders als bei den meisten anderen Stegharfen nur in einer Ebene angeordnet. Am Saitenträger werden sie an Schlingen aus Hautstreifen fixiert, die sich zum Stimmen verschieben lassen. Die Schlingen sind kompliziert verzopft, damit sie stramm am Stab anliegen. Durch untergeschobene kleine Holzkeile lässt sich ihre Lage zusätzlich fixieren. Diese traditionelle Befestigung der Saiten ist seit altägyptischer Zeit bei Bogenharfen und Spießlauten üblich. Erst in frühchristlicher Zeit im 1. Jahrtausend n. Chr. kam bei Spießlauten in Ägypten die Befestigung am Saitenträger mittels Wirbeln hinzu. Moderne bolon können auch mit industriell hergestellten Wirbeln ausgestattet sein.
Der Steg steht mittig auf der Hautdecke etwas schräg nach unten geneigt. Gehalten wird er durch eine Verschnürung zwischen seiner Spitze und dem Spießende des Saitenträgers. Damit er nicht von der Decke abrutschen kann, wird er von einer kleinen runden Holzplatte fixiert, die auf die Membran genäht wurde.
Nach der geringsten Saitenzahl aller Stegharfen und der einfachen Konstruktion zu urteilen, erscheint die bolon als die entwicklungsgeschichtlich älteste Vertreterin dieses Instrumententyps. Bei der kora ist zum Vergleich die Hautdecke über eine Kalebassenhalbschale gespannt und damit so groß wie der gesamte Korpusdurchmesser. Dies sorgt für eine bessere Schwingungsübertragung, verlangt aber zur Stabilisierung des Stegs zusätzlich zwei längs unter der Decke durchgezogene Stäbe und manchmal noch einen Querstab.
Typischerweise ist am oberen Ende des Saitenträgers eine Blechplatte (nyenyemo) angenagelt, die in einer am Rand umlaufenden Lochreihe kleine Metallringe trägt. Solche Pendelrasseln, die durch die Bewegung beim Spiel einen geräuschhaften Ton ergänzen, kommen auch bei einigen westafrikanischen Binnenspießlauten, Pluriarcs, der Kerbstegzither mvet und in unterschiedlicher Gestalt bei anderen afrikanischen Musikinstrumenten vor, bei denen der „reine“ Ton verändert werden soll. Denselben Effekt haben auch die häufig an afrikanischen Instrumenten angebrachten Mirlitone. Eine solche Blechplatte, bei der Draht durch Löcher am Rand gewickelt ist, besitzt auch eine traditionelle kora, wenn sie im Freien gespielt wird. Bei der kora wird die Blechplatte zur Klangverstärkung auf den Steg aufgesetzt. Über die Klangverzerrung hinaus verstärkt die Rasselplatte bei der bolon die Töne besonders beim perkussiven Spiel.

## Spielweise

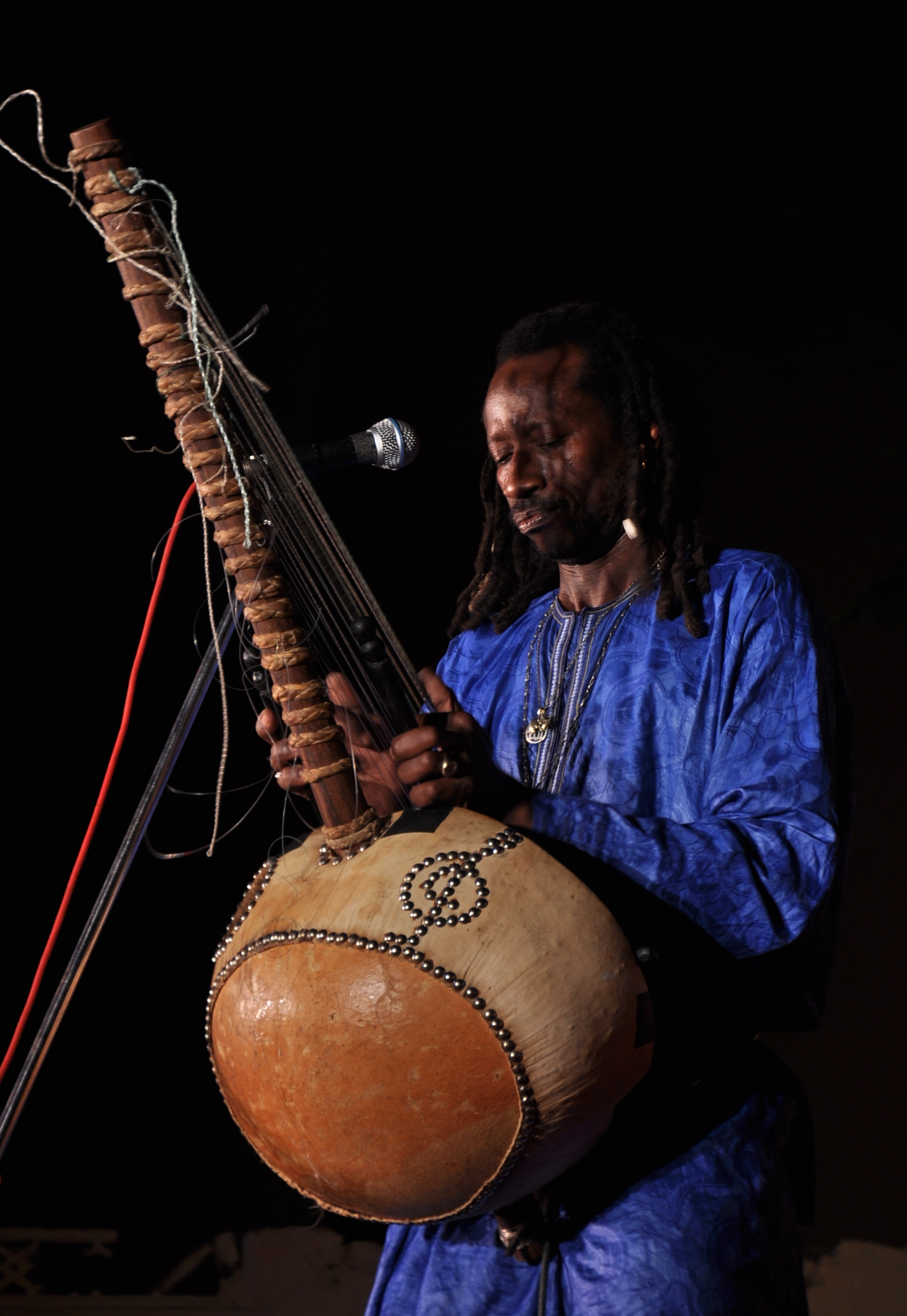
Der senegalesische Musiker Solo Cissokho spielt kora, 2012

Bolon und andere Stegharfen werden wie meisten afrikanischen Bogenharfen beim Spiel mit dem Korpus und dem Saitenträger vom Oberkörper entfernt gehalten – umgekehrt zur altägyptischen Haltung der Harfen, sodass der Musiker die Saiten direkt vor sich hat. Bei Bogenharfen wird die Spielhaltung der bolon „horizontal“ genannt zur Unterscheidung von der „senkrechten Haltung“ der ägyptischen Harfen. Kleine Harfen können in waagrechter Haltung auch beim Gehen gespielt werden. Bei der Bogenharfe kundi sind beide Spielhaltungen üblich.
Der auf einem Stuhl sitzende Musiker hält den Korpus der auf dem Boden stehenden bolon mit den Füßen und zupft die Saiten mit den Daumen von beiden Seiten. Seltener ist eine Spielhaltung im Stehen, bei der der Musiker die bolon an einem Band und den Hals gehängt und mit einer Hand oben am Saitenträger quer vor sich hält. Die tiefen Töne der Saiten ergänzt der Musiker durch Schläge mit den Fingerknöcheln oder den Handflächen auf den Kalebassenkorpus. Diese Abfolge von gezupften und geschlagenen Tönen ist für die bolon typisch, bei der kora wird der Korpus nur gelegentlich mit den Händen geschlagen. Zur bolon als Soloinstrument gehört ein eigenes Repertoire.
Aus der vorkolonialen Verwendung als Instrument der Krieger stammt wohl die ältere Spielweise, beim Schlagen zusätzlich einen Holzstab oder Metallring zu verwenden, um den Klang des Korpus und der Rasselplatte zu verstärken. Dies steigerte die machtvolle magische Präsenz der bolon bei ihrem rituellen Einsatz, der sich ausschließlich an Männer richtete. Der geräuschhafte schnarrende Klang der Rasselplatte entspricht dem von Hermann von Helmholtz 1885 eingeführten psychoakustischen Begriff der „Rauhigheit“, der in der afrikanischen Musik als wesentlicher Aspekt der musikalischen Ausdruckskraft gilt.
Anstatt die Krieger mit Basstönen und Schlägen lautstark für ihren Einsatz anzutreiben und bei der Rückkehr zu preisen, dient die bolon heute der rhythmisch differenzierten Gesangsbegleitung. Die bolon eignet sich zur Begleitung eines zweistimmigen Liedvortrags im Dorf ebenso wie für das solistische Spiel auf der Konzertbühne und das Ensemblespiel mit anderen Melodie- und Rhythmusinstrumenten. Häufig wird die bolon zur Tanzbegleitung eingesetzt. Professionelle Tanzensembles wie Les Ballets Africains und das Ballet Nimba in Guinea verwenden bolon in ihren Bühnenshows. Trotz der den Gesamtklang bereichernden Basstonlage möchten die meisten malischen Musiker keine bolon dauerhaft in ihrem Ensemble, weil sie mit Blick auf deren kriegerische Vergangenheit und magische Wirkung eine Spaltung ihrer Gruppe fürchten.
Die bolon wird nicht von der professionellen Musikerkaste der Griots gespielt, die früher Hofmusiker und offizielle Geschichtenerzähler für die Herrscher waren, sondern als begleitender Bass zusammen mit Griot-Instrumenten wie der kora, und in der nach der Region benannten Wassoulou-Musik verwendet. Die Wassoulou-Musik wurde durch Sängerinnen wie Oumou Sangaré international bekannt. Malische Griot-Mitglieder sind an ihren Familiennamen erkennbar, auch manche Spieler der bolon, die in Gambia den Familiennamen Kamara tragen. Anders als bei der Musik der Griots gibt es aber für das Spiel der bolon keine Restriktionen durch eine Erbfolge. Sie darf von jedem Musiker gespielt werden.
Eine der bekanntesten Bands der afrikanischen Popularmusik in Guinea war das 1961 gegründete Orchestra de Beyla, das 1966 unter dem Namen Bembeya Jazz National zum Nationalorchester Guineas wurde. Sie übernahmen zwar traditionelle Lieder, modernisierten aber das Instrumentarium. So ersetzten sie die bolon anfangs durch einen Kontrabass und später durch einen E-Bass. Heutige Susu-Bands in Guinea wie die 1999 gegründete Les Espoirs de Coronthie und Etoiles de Boulbinet verwenden neben balafon, Gitarre, kora, djembé, Perkussionsinstrumenten und dem Lamellophon gongoma manchmal auch eine bolon.
Ansonsten wird die bolon gelegentlich in der westafrikanischen Weltmusik verwendet, so in der Band des malischen kora-Spielers Ballaké Sissoko (* 1967) der guineischen kora-Spieler Ba Cissoko, und Mory Kanté (1950–2020), ebenso in der Band von Kandia Kouyaté (* 1958). Der bolon-Spieler Habib Sangaré trat mit Oumou Sangaré und Rokia Traoré auf, 2019 war er in Bamako ein Mitbegründer des Weltmusik spielenden Djiguiya Orchestra.
Wenn die zu den Divas der malischen Musik gezählte Griot-Sängerin (jelimuso) Kandia Kouyaté jahrhundertealte Lieder zu Ehren großer Jäger singt und mit der „Kriegerharfe“ bolon instrumentiert, überschreitet sie zwar musikalische Grenzen, achtet aber darauf, das Repertoire der Jäger auf die richtige traditionelle Weise wiederzugeben. Mit dem Einsatz der bolon anstelle eines E-Bass und der Sanduhrtrommel tama anstelle eines Schlagzeugs möchte sie dieser Tradition darüber hinaus Respekt erweisen.
Dennoch gilt die bolon und die mit ihr verbundene Musiktradition in Mali als bedroht, weswegen sie 2021 von der UNESCO in die Liste des dringend erhaltungsbedürftigen immateriellen Kulturerbes aufgenommen wurde.